# Penestola
Penestola là một chi bướm đêm thuộc họ Crambidae.

## Các loài
- Penestola bufalis (Guenée, 1854)
- Penestola simplicialis (Barnes & McDunnough, 1913)
- Penestola stercoralis (Möschler, 1881)